# 七贤庵
七贤庵，位于中国福建省诏安县梅洲乡梅山村崭山脚下。南宋绍兴二十年（1150年），陈景肃、翁侍举、吴大成、郑柔等七人因为不满秦桧而罢官归故里讲学。明代嘉靖二十二年（1543年），在讲学旧址建七贤庵以纪念七人。清代嘉庆十八年（1813年），七贤庵重修。
2009年11月16日，七贤庵被列入第七批福建省文物保护单位名单。。